# Schweizer U19-Unihockeynationalmannschaft der Frauen
Die Schweizer U19-Unihockeynationalmannschaft ist die Auswahl Schweizer Unihockeyspielerinnen der Altersklasse U-19. Sie repräsentiert Swiss Unihockey auf internationaler Ebene, beispielsweise in Freundschaftsspielen gegen die Auswahlmannschaften anderer nationaler Verbände, aber auch bei der in dieser Altersklasse ausgetragenen Weltmeisterschaft. 2008 konnte die Nationalmannschaft an der Weltmeisterschaft in Polen den ersten Weltmeistertitel feiern.

## Platzierungen

### Weltmeisterschaften
| WM   | Austragungsort(e)              | Rang     |
| ---- | ------------------------------ | -------- |
| 2004 | Tampere                        | 3. Platz |
| 2006 | Naunhof und Leipzig            | 3. Platz |
| 2008 | Babimost, Wolsztyn und Zbąszyń | 1. Platz |
| 2010 | Olomouc                        | 4. Platz |
| 2012 | Nitra                          | 2. Platz |
| 2014 | Babimost, Wolsztyn und Zbąszyń | 4. Platz |
| 2016 | Belleville                     | 3. Platz |
| 2018 | St. Gallen, Herisau            | 4. Platz |
| 2021 | Uppsala                        | 4. Platz |